# ایستگاه شینجوکو

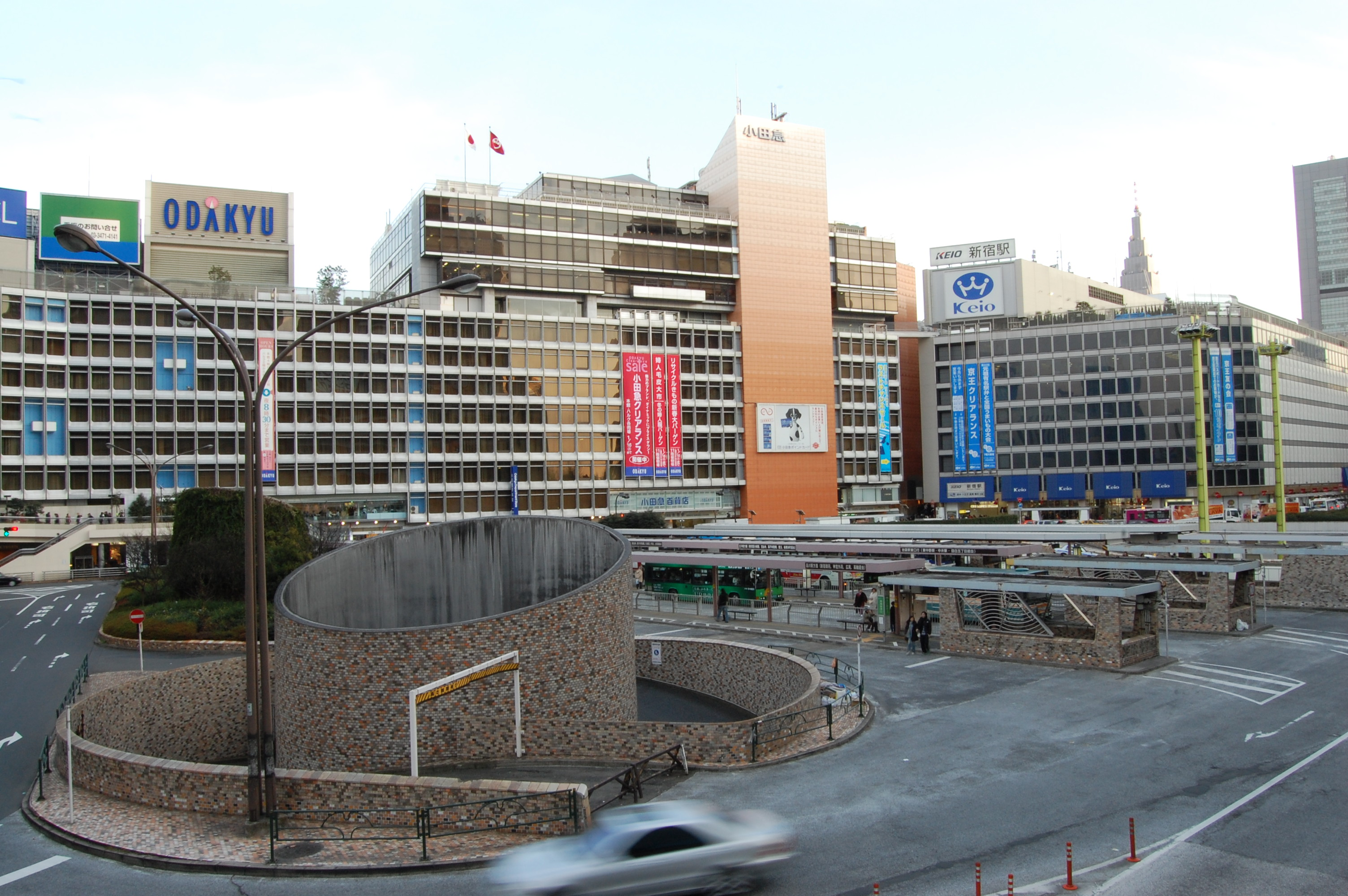
در غربی ایستگاه شینجوکو.

ایستگاه توکیو (به ژاپنی: 新宿駅 Shinjyu-eki) ایستگاهی است که در منطقهٔ شینجوکوی توکیو پایتخت ژاپن واقع شده‌است. شینجوکو یک ایستگاه از ایستگاه‌های شرکت راه‌آهن شرق ژاپن یا جی‌آر، شرکت راه آهن کیئو، شرکت راه آهن اوداکیو، متروی توکیو، متروی توئی محسوب می‌شود. ایستگاه شینجوکو یک ایستگاه ترمینال است و شروع و پایان بسیاری از مسیرهای خطوط راه آهن در این ایستگاه واقع شده‌است. این ایستگاه در سال ۱۸۸۵ میلادی شروع بکار کرده‌است. این ایستگاه هم‌اکنون در غرب مناطق ویژه توکیو واقع شده و در شروع کار هنوز خارج از محدودهٔ شهر حساب شده و مسافران این ایستگاه در آغاز بسیار اندک بودند. در حال حاضر در طی روز به‌طور متوسط ۳٬۴۶۰٬۰۰۰ نفر مسافر از این ایستگاه استفاده می‌کنند که بر اساس آمار گینس شلوغ‌ترین ایستگاه قطار در بین تمام کشورهای جهان محسوب می‌شود.

## خط‌هایی که در ایستگاه شینجوکو توقف دارند
- جی‌آر
  - ■ خط یامانوته
  - ■ خط سائیکئو
  - ■■ خط شونان شینجوکو
  - ■ خط تندروی چوئو
  - ■ خط چوئو-سوبو
- شرکت راه آهن کیئو
  - ■ خط کیئو.

توجه: این خط با خط کییو، وابسته به جی آر تفاوت دارد.
- - ■ خط شین-کیئو
- شرکت راه آهن اوداکیو
  - ■ خط اوداکیو-اوداوارا
- متروی توکیو
  - ■ خط مارونواوچی
- متروی توئی
  - ■ خط شینجوکو
  - ■ خط اوادو